# Campionato europeo maschile di calcio 2000
Il campionato europeo di calcio 2000 o UEFA EURO 2000, noto informalmente anche come Belgio-Olanda 2000, è stata l'undicesima edizione dell'omonimo torneo, organizzato ogni quattro anni dalla UEFA. La fase finale, con sedici squadre, si svolse in Belgio e nei Paesi Bassi dal 10 giugno al 2 luglio 2000.
Il trofeo fu vinto dalla Francia, che in finale batté per 2-1 l'Italia e si aggiudicò così il suo secondo titolo europeo, appena due anni dopo aver vinto il campionato del mondo 1998 disputato in casa.

## Qualificazioni
Le qualificazioni non riservarono particolari sorprese.
Italia, Germania, Francia e Spagna chiusero al comando dei rispettivi gruppi.
Sorpresero i primi posti di Norvegia, Romania e Jugoslavia, oltre alla Svezia che costrinse l'Inghilterra al secondo posto.
Gli spareggi premiarono la stessa nazionale inglese (a farne le spese fu la rivale Scozia), Slovenia, Danimarca (le quali negarono rispettivamente a Ucraina e Israele il sogno di una prima storica qualificazione) e, infine, la Turchia, che prevalse sull'Irlanda.

## Sorteggi

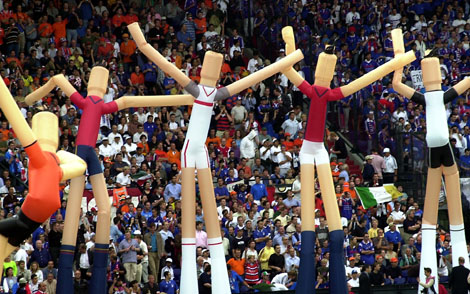
Coreografia alla finale di Euro 2000

Le teste di serie furono quattro: le nazioni ospitanti, Belgio e Paesi Bassi, vennero inserite nei gironi B e D. Le altre teste di serie designate furono la Germania, campione in carica, inserita nel gruppo A, e Spagna, inserita nel gruppo C. I tedeschi furono accompagnati nel girone da inglesi e portoghesi, mentre la quarta selezionata fu la Romania, che non godeva dei favori del pronostico. L'Italia finì nel gruppo del Belgio, cui si aggiunsero poi Svezia e Turchia.
Nel gruppo C la Spagna pescò Norvegia, Jugoslavia e Slovenia, alla loro prima importante competizione calcistica. Nel gruppo D ai padroni di casa olandesi furono accoppiate la Francia, neo-campione del mondo, la Rep. Ceca, finalista quattro anni prima e guidata da Pavel Nedvěd e Karel Poborský, e la Danimarca del portiere Peter Schmeichel, campione nel 1992.

## Stadi
| Rotterdam | Amsterdam           | Eindhoven        | Arnhem                     |
| --- | ------------------- | ---------------- | -------------------------- |
| Stadion Feijenoord | Amsterdam ArenA     | Philips Stadion  | Gelredome                  |
| Capacità: 51 000 | Capacità: 52 000    | Capacità: 33 000 | Capacità: 30 000           |
| |                     |                  |                            |
| Rotterdam Amsterdam Eindhoven ArnhemCampionato europeo maschile di calcio 2000 (Paesi Bassi) Bruxelles Bruges Liegi CharleroiCampionato europeo maschile di calcio 2000 (Belgio) |                     |                  |                            |
| Bruxelles | Bruges              | Liegi            | Charleroi                  |
| Stade Roi-Baudouin | Jan Breydel Stadion | Sclessin Stadion | Stade du Pays de Charleroi |
| Capacità: 50 000 | Capacità: 30 000    | Capacità: 30 000 | Capacità: 30 000           |
| |                     |                  |                            |

## Squadre partecipanti
| Pr. | Squadra     | Data di qualificazione certa | Partecipante in quanto                                                | Partecipazioni precedenti al torneo          |
| --- | ----------- | ---------------------------- | --------------------------------------------------------------------- | -------------------------------------------- |
| 1   | Belgio      | 14 luglio 1995               | Rappresentativa della nazione co-organizzatrice della fase finale     | 3 (1972, 1980, 1984)                         |
| 2   | Paesi Bassi | 14 luglio 1995               | Rappresentativa della nazione co-organizzatrice della fase finale     | 5 (1976, 1980, 1988, 1992, 1996)             |
| 3   | Rep. Ceca   | 9 giugno 1999                | 1ª classificata nel Gruppo I di qualificazione                        | 4 (1960, 1976, 1980, 1996)                   |
| 4   | Norvegia    | 8 settembre 1999             | 1ª classificata nel Gruppo B di qualificazione                        | -                                            |
| 5   | Svezia      | 8 settembre 1999             | 1ª classificata nel Gruppo E di qualificazione                        | 1 (1992)                                     |
| 6   | Spagna      | 8 settembre 1999             | 1ª classificata nel Gruppo F di qualificazione                        | 5 (1964, 1980, 1984, 1988, 1996)             |
| 7   | Italia      | 9 ottobre 1999               | 1ª classificata nel Gruppo A di qualificazione                        | 4 (1968, 1980, 1988, 1996)                   |
| 8   | Germania    | 9 ottobre 1999               | 1ª classificata nel Gruppo C di qualificazione                        | 7 (1972, 1976, 1980, 1984, 1988, 1992, 1996) |
| 9   | Francia     | 9 ottobre 1999               | 1ª classificata nel Gruppo D di qualificazione                        | 4 (1960, 1984, 1992, 1996)                   |
| 10  | Romania     | 9 ottobre 1999               | 1ª classificata nel Gruppo G di qualificazione                        | 2 (1984, 1996)                               |
| 11  | Jugoslavia  | 9 ottobre 1999               | 1ª classificata nel Gruppo H di qualificazione                        | -                                            |
| 12  | Portogallo  | 9 ottobre 1999               | Migliore tra le seconde classificate di ogni gruppo di qualificazione | 2 (1984, 1996)                               |
| 13  | Danimarca   | 17 novembre 1999             | Vincitrice dello spareggio di qualificazione                          | 5 (1964, 1984, 1988, 1992, 1996)             |
| 14  | Inghilterra | 17 novembre 1999             | Vincitrice dello spareggio di qualificazione                          | 5 (1968, 1980, 1988, 1992, 1996)             |
| 15  | Slovenia    | 17 novembre 1999             | Vincitrice dello spareggio di qualificazione                          | Esordio                                      |
| 16  | Turchia     | 17 novembre 1999             | Vincitrice dello spareggio di qualificazione                          | 1 (1996)                                     |

Nota bene: nella sezione "partecipazioni precedenti al torneo" le date in grassetto indicano che la nazione ha vinto quella edizione del torneo, mentre le date in corsivo indicano l'edizione ospitata da una determinata squadra.

## Riassunto del torneo

### Fase a gironi

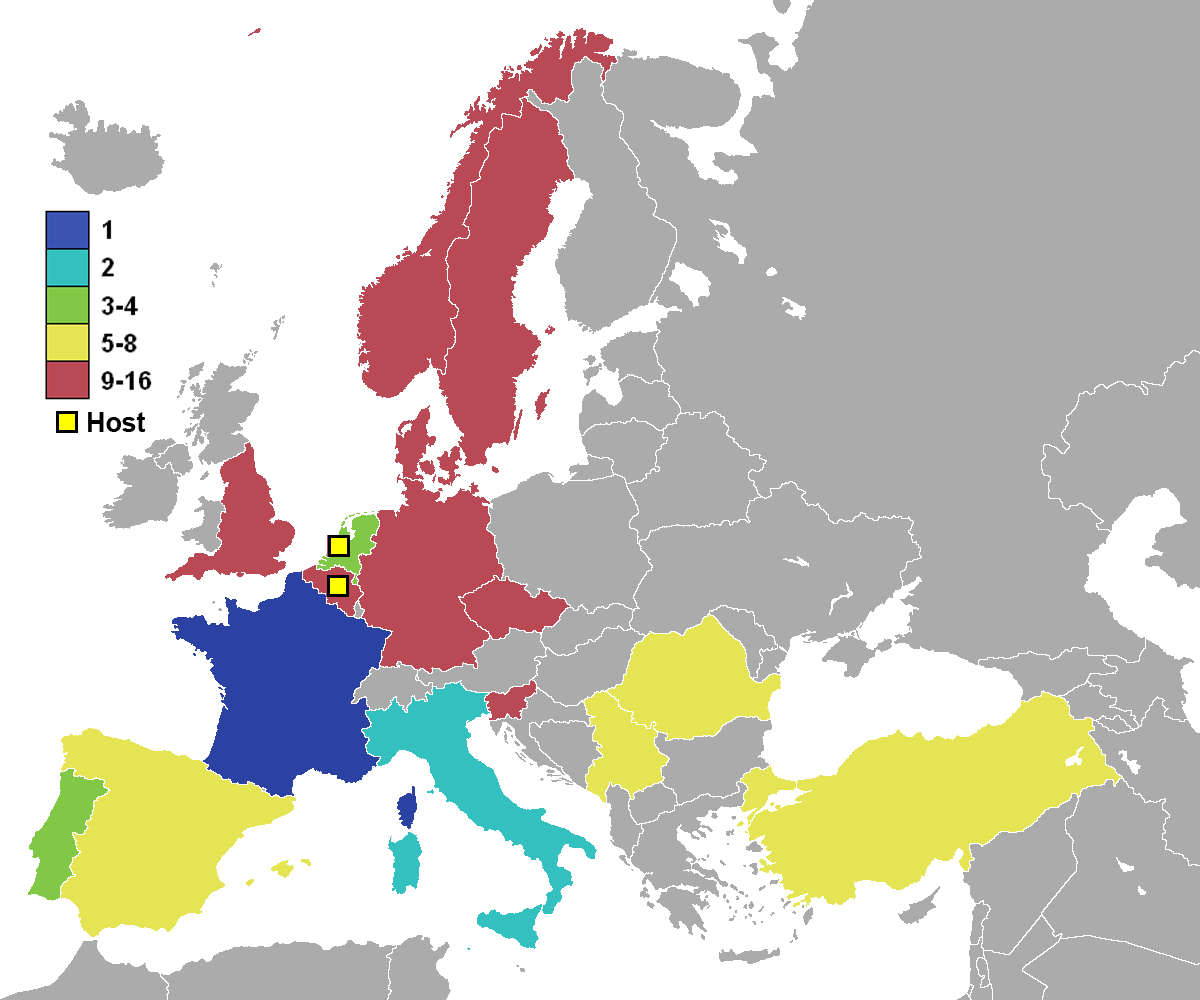
Piazzamenti delle nazionali

Nella prima fase un verdetto inaspettato giunse dal girone A, in cui il Portogallo e la Romania si qualificarono a scapito di Germania ed Inghilterra, rispettivamente campione uscente e semifinalista della precedente edizione. I lusitani compirono un "en-plein", rimontando gli inglesi (che si erano portati sul 2-0 in 20'), sconfiggendo i romeni a tempo scaduto e rifilando un 3-0 ai tedeschi (con Sérgio Conceição autore di una tripletta). La squadra di Ribbeck si classificò ultima, perdendo anche con i britannici.
Anche l'Italia totalizzò nove punti, conseguendo tre vittorie in serie con Turchia, Belgio e Svezia. Una doppietta di Hakan Şükür consegnò ai turchi uno storico accesso ai quarti, eliminando i padroni di casa.
Il girone C fu teatro del "derby slavo", in cui Jugoslavia e Slovenia pareggiarono 3-3. I primi superarono poi il turno, in compagnia della Spagna; l'altra eliminata fu la Norvegia.
Infine, nel gruppo D guadagnarono l'accesso alla fase seguente i padroni di casa dei Paesi Bassi e la Francia, campione del mondo in carica: fu l'ultima gara a sancire l'ordine della classifica, con la vittoria olandese sui transalpini per 3-2. L'eliminazione toccò invece alla Rep. Ceca, finalista della precedente edizione, ed alla Danimarca: curiosamente, gli scandinavi erano stati sorteggiati nel medesimo gruppo dei francesi anche ai Mondiali di due anni prima.

### Fase a eliminazione diretta

#### Quarti di finale
Nel primo quarto si registrò un incontro inedito tra Portogallo e Turchia: la squadra lusitana vinse con una rete per tempo, mentre gli avversari sbagliarono anche un rigore. L'Italia pose fine al cammino della Romania, imponendosi con lo stesso punteggio: andarono a segno Totti (al 33') e Inzaghi (al 42').
I Paesi Bassi vinsero in goleada contro la Jugoslavia: il risultato finale fu 6-1, con tripletta per Kluivert, che sarà anche vincitore della classifica marcatori, in coabitazione con lo slavo Milošević. L'ultimo incrocio mise di fronte Francia e Spagna, con i campioni del mondo che vinsero per 2-1: nei minuti finali, la Roja sprecò l'occasione di riaprire i giochi, fallendo un rigore con Raúl, che calciò alto.

#### Semifinali
Nella prima semifinale, a Bruxelles, la Francia strappò il passaggio del turno al Portogallo solo nei supplementari: Zidane, su rigore, realizzò il golden goal del 2-1; in precedenza, Henry aveva risposto al temporaneo vantaggio siglato da Nuno Gomes.
In Paesi Bassi-Italia, l'arbitro Merk espulse Zambrotta dopo 30' e fischiò due rigori in favore degli olandesi: Toldo parò a De Boer il primo (40') mentre il secondo fu calciato sul palo da Kluivert (62'). Resistendo la situazione di parità anche nei supplementari, l'accesso alla finale fu decretato dagli undici metri: Toldo respinse due tentativi (nuovamente a De Boer ed a Bosvelt) e Stam calciò sopra la traversa, mentre gli azzurri andarono in rete tre volte su quattro, portando la nazionale italiana in finale per la prima volta dal 1968, quando l'Italia aveva vinto il campionato europeo giocato in casa.

#### Finale

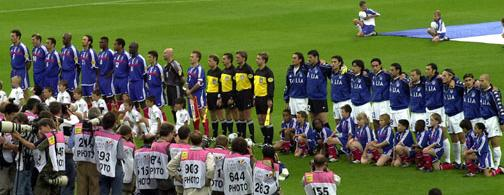
Italia e Francia schierate in campo durante l'esecuzione degli inni nazionali, prima del calcio d'inizio della finale.

Domenica 2 luglio 2000 si disputa al De Kuip di Rotterdam la finale, che vede fronteggiarsi Francia e Italia, per la prima volta nella fase finale di un campionato europeo, ma a soli 2 anni dall'ultimo incontro ufficiale tra le due squadre, valido per i quarti del mondiale 1998 e vinto dalla Francia ai rigori.
Pur praticando un gioco più aggressivo, la squadra di Zoff passa in vantaggio soltanto nel secondo tempo: con un colpo di tacco, Totti smarca Pessotto, il cui cross viene spedito in rete da Delvecchio. Al 3' di recupero del secondo tempo, Wiltord trova il pareggio con un rasoterra angolato, partito da un rinvio di Barthez dalla propria trequarti. Nei tempi supplementari, la Francia perviene alla vittoria al 103' con il golden goal di Trezeguet.
Per i campioni mondiali si tratta del secondo successo continentale, dopo quello colto nel 1984 in casa propria. Per gli azzurri è la prima sconfitta in finale al campionato d'Europa.
La Francia diventa inoltre la prima nazionale nella storia a vincere in sequenza mondiali ed europei.

## Risultati

### Fase a gironi

#### Gruppo A

##### Incontri
| Arbitro: | Nielsen |

|            |           |             |
| Scholl 28’ | Marcatori | 5’ Moldovan |

| Arbitro: | Frisk |

|                                        |           |                          |
| Figo 22’ João Pinto 37’ Nuno Gomes 59’ | Marcatori | 3’ Scholes 18’ McManaman |

| Arbitro: | Veissière |

|  |           |                |
|  | Marcatori | 90+4’ Costinha |

| Arbitro: | Collina |

|             |           |  |
| Shearer 53’ | Marcatori |  |

| Arbitro: | Meier |

|                             |           |                                         |
| Shearer 41’ (rig.) Owen 45’ | Marcatori | 22’ Chivu 48’ Munteanu 89’ (rig.) Ganea |

| Arbitro: | Jol |

|                              |           |  |
| Sérgio Conceição 35’ 54’ 71’ | Marcatori |  |

##### Classifica
| Pos. | Squadra     | Pt | G | V | N | P | GF | GS | DR |
| ---- | ----------- | -- | - | - | - | - | -- | -- | -- |
| 1.   | Portogallo  | 9  | 3 | 3 | 0 | 0 | 7  | 2  | +5 |
| 2.   | Romania     | 4  | 3 | 1 | 1 | 1 | 4  | 4  | 0  |
| 3.   | Inghilterra | 3  | 3 | 1 | 0 | 2 | 5  | 6  | -1 |
| 4.   | Germania    | 1  | 3 | 0 | 1 | 2 | 1  | 5  | -4 |

#### Gruppo B

##### Incontri
| Arbitro: | Merk |

|                        |           |             |
| Goor 43’ É. Mpenza 46’ | Marcatori | 53’ Mjällby |

| Arbitro: | Dallas |

|              |           |                              |
| O. Buruk 62’ | Marcatori | 52’ Conte 70’ (rig.) Inzaghi |

| Arbitro: | García-Aranda |

|                    |           |  |
| Totti 6’ Fiore 66’ | Marcatori |  |

| Eindhoven 15 giugno 2000, ore 20:45 UTC+1 | Svezia | 0 – 0 referto | Turchia | Philips Stadion (28 560 spett.)\| Arbitro: \| Jol \| |
| Arbitro:                                  | Jol    |               |         |                                                      |

| Arbitro: | Nielsen |

|                     |           |  |
| Hakan Şükür 45’ 70’ | Marcatori |  |

| Arbitro: | Pereira |

|                             |           |             |
| Di Biagio 39’ Del Piero 88’ | Marcatori | 77’ Larsson |

##### Classifica
| Pos. | Squadra | Pt | G | V | N | P | GF | GS | DR |
| ---- | ------- | -- | - | - | - | - | -- | -- | -- |
| 1.   | Italia  | 9  | 3 | 3 | 0 | 0 | 6  | 2  | +4 |
| 2.   | Turchia | 4  | 3 | 1 | 1 | 1 | 3  | 2  | +1 |
| 3.   | Belgio  | 3  | 3 | 1 | 0 | 2 | 2  | 5  | -3 |
| 4.   | Svezia  | 1  | 3 | 0 | 1 | 2 | 2  | 4  | -2 |

#### Gruppo C

##### Incontri
| Arbitro: | Al-Ghandour |

|  |           |             |
|  | Marcatori | 65’ Iversen |

| Arbitro: | Pereira |

|                                |           |                            |
| Milošević 67’ 73’ Drulović 70’ | Marcatori | 23’ 57’ Zahovič 52’ Pavlin |

| Arbitro: | Merk |

|             |           |                           |
| Zahovič 59’ | Marcatori | 4’ Raúl 60’ J. Etxeberría |

| Arbitro: | Dallas |

|  |           |              |
|  | Marcatori | 8’ Milošević |

| Arbitro: | Veissière |

|                                              |           |                                                     |
| Milošević 30’ Govedarica 50’ Komljenović 75’ | Marcatori | 38’ 90+5’ Alfonso 51’ Munitis 90+4’ (rig.) Mendieta |

| Arnhem 21 giugno 2000, ore 18:00 UTC+1 | Slovenia | 0 – 0 referto | Norvegia | Gelredome (22 500 spett.)\| Arbitro: \| Poll \| |
| Arbitro:                               | Poll     |               |          |                                                 |

##### Classifica
| Pos. | Squadra    | Pt | G | V | N | P | GF | GS | DR |
| ---- | ---------- | -- | - | - | - | - | -- | -- | -- |
| 1.   | Spagna     | 6  | 3 | 2 | 0 | 1 | 6  | 5  | +1 |
| 2.   | Jugoslavia | 4  | 3 | 1 | 1 | 1 | 7  | 7  | 0  |
| 3.   | Norvegia   | 4  | 3 | 1 | 1 | 1 | 1  | 1  | 0  |
| 4.   | Slovenia   | 2  | 3 | 0 | 2 | 1 | 4  | 5  | -1 |

#### Gruppo D

##### Incontri
| Arbitro: | Benkö |

|                                 |           |  |
| Blanc 16’ Henry 64’ Wiltord 90’ | Marcatori |  |

| Arbitro: | Collina |

|                       |           |  |
| F. de Boer 89’ (rig.) | Marcatori |  |

| Arbitro: | Poll |

|                     |           |                        |
| Poborský 35’ (rig.) | Marcatori | 7’ Henry 60’ Djorkaeff |

| Arbitro: | Meier |

|  |           |                                        |
|  | Marcatori | 57’ Kluivert 66’ R. de Boer 77’ Zenden |

| Arbitro: | Al-Ghandour |

|  |           |                |
|  | Marcatori | 64’ 67’ Šmicer |

| Arbitro: | Frisk |

|                          |           |                                        |
| Dugarry 8’ Trezeguet 31’ | Marcatori | 14’ Kluivert 51’ F. de Boer 59’ Zenden |

##### Classifica
| Pos. | Squadra     | Pt | G | V | N | P | GF | GS | DR |
| ---- | ----------- | -- | - | - | - | - | -- | -- | -- |
| 1.   | Paesi Bassi | 9  | 3 | 3 | 0 | 0 | 7  | 2  | +5 |
| 2.   | Francia     | 6  | 3 | 2 | 0 | 1 | 7  | 4  | +3 |
| 3.   | Rep. Ceca   | 3  | 3 | 1 | 0 | 2 | 3  | 3  | 0  |
| 4.   | Danimarca   | 0  | 3 | 0 | 0 | 3 | 0  | 8  | -8 |

### Fase a eliminazione diretta

#### Tabellone
|  | Quarti di finale | Quarti di finale | Quarti di finale |             |              | Semifinali   | Semifinali | Semifinali |  |  | Finale | Finale | Finale |  |
|  |                  |                  |                  |             |              |              |            |            |  |  |        |        |        |  |
|  | 1C               | Spagna           | 1                |             |              |              |            |            |  |  |        |        |        |  |
|  | 1C               | Spagna           | 1                |             |              |              |            |            |  |  |        |        |        |  |
|  | 2D               | Francia          | 2                |             |              |              |            |            |  |  |        |        |        |  |
|  | 2D               | Francia          | 2                |             | Francia (gg) | Francia (gg) | 2          |            |  |  |        |        |        |  |
|  |                  |                  |                  |             | Francia (gg) | Francia (gg) | 2          |            |  |  |        |        |        |  |
|  |                  |                  | Portogallo       | Portogallo  | 1            |              |            |            |  |  |        |        |        |  |
|  | 2B               | Turchia          | Portogallo       | Portogallo  | 1            | 0            |            |            |  |  |        |        |        |  |
|  | 2B               | Turchia          |                  |             |              |              |            |            |  |  |        |        |        |  |
|  | 1A               | Portogallo       | 2                |             |              |              |            |            |  |  |        |        |        |  |
|  | 1A               | Portogallo       | 2                |             | Francia (gg) | Francia (gg) | 2          |            |  |  |        |        |        |  |
|  |                  |                  |                  |             |              |              |            |            |  |  |        |        |        |  |
|  |                  |                  | Italia           | Italia      | 1            |              |            |            |  |  |        |        |        |  |
|  | 1B               | Italia           | Italia           | Italia      | 1            | 2            |            |            |  |  |        |        |        |  |
|  | 1B               | Italia           |                  |             |              |              |            |            |  |  |        |        |        |  |
|  | 2A               | Romania          | 0                |             |              |              |            |            |  |  |        |        |        |  |
|  | 2A               | Romania          | 0                |             | Italia (dtr) | Italia (dtr) | 0 (3)      |            |  |  |        |        |        |  |
|  |                  |                  |                  |             | Italia (dtr) | Italia (dtr) | 0 (3)      |            |  |  |        |        |        |  |
|  |                  |                  | Paesi Bassi      | Paesi Bassi | 0 (1)        |              |            |            |  |  |        |        |        |  |
|  | 1D               | Paesi Bassi      | Paesi Bassi      | Paesi Bassi | 0 (1)        | 6            |            |            |  |  |        |        |        |  |
|  | 1D               | Paesi Bassi      |                  |             |              |              |            |            |  |  |        |        |        |  |
|  | 2C               | Jugoslavia       | 1                |             |              |              |            |            |  |  |        |        |        |  |

#### Quarti di finale
| Arbitro: | Jol |

|  |           |                     |
|  | Marcatori | Nuno Gomes 44’, 56’ |

| Arbitro: | Pereira |

|                       |           |  |
| Totti 33’ Inzaghi 43’ | Marcatori |  |

| Arbitro: | García-Aranda |

|                                                               |           |                 |
| Kluivert 24’ 38’ 54’ Govedarica 51’ (aut.) Overmars 78’ 90+1’ | Marcatori | 90+2’ Milošević |

| Arbitro: | Collina |

|                     |           |                          |
| Mendieta 38’ (rig.) | Marcatori | 32’ Zidane 44’ Djorkaeff |

#### Semifinali
| Arbitro: | Benkö |

|                                  |           |                |
| Henry 51’ Zidane 117’ (rig., gg) | Marcatori | 19’ Nuno Gomes |

| Arbitro: | Merk |

|                                  |                      |                                  |
| Di Biagio Pessotto Totti Maldini | Tiri di rigore 3 – 1 | F. de Boer Stam Kluivert Bosvelt |

#### Finale
| Arbitro: | Frisk |

|                                   |           |                |
| Wiltord 90+4’ Trezeguet 103’ (gg) | Marcatori | 55’ Delvecchio |

## Statistiche

### Classifica marcatori
5 reti
- Savo Milošević
- Patrick Kluivert

4 reti
- Nuno Gomes

3 reti
- Thierry Henry
- Sérgio Conceição
- Zlatko Zahovič

2 reti
- Youri Djorkaeff
- David Trezeguet
- Sylvain Wiltord
- Zinédine Zidane (1 rig.)
- Alan Shearer (1 rig.)

- Filippo Inzaghi (1 rig.)
- Francesco Totti
- Frank de Boer (1 rig.)
- Marc Overmars
- Boudewijn Zenden

- Vladimír Šmicer
- Alfonso Pérez
- Gaizka Mendieta (2 rig.)
- Hakan Şükür

1 rete
- Bart Goor
- Émile Mpenza
- Laurent Blanc
- Christophe Dugarry
- Mehmet Scholl
- Steve McManaman
- Michael Owen
- Paul Scholes
- Antonio Conte
- Alessandro Del Piero
- Marco Delvecchio

- Luigi Di Biagio
- Stefano Fiore
- Ljubinko Drulović
- Dejan Govedarica
- Slobodan Komljenović
- Steffen Iversen
- Ronald de Boer
- Costinha
- Luís Figo
- João Pinto
- Karel Poborský (1 rig.)

- Cristian Chivu
- Ioan Viorel Ganea (1 rig.)
- Viorel Moldovan
- Dorinel Munteanu
- Miran Pavlin
- Joseba Etxeberria
- Pedro Munitis
- Raúl
- Henrik Larsson
- Johan Mjällby
- Okan Buruk

Autoreti
- Dejan Govedarica (1, pro  Paesi Bassi)

### Record
- Gol più veloce:  Paul Scholes (Portogallo-Inghilterra, fase a gironi, 12 giugno, 3º minuto)
- Gol più lento:  Zinédine Zidane (Francia-Portogallo, semifinale, 28 giugno, 117º minuto)
- Primo gol:  Bart Goor (Belgio-Svezia, gara inaugurale, 9 giugno, 43º minuto)
- Ultimo gol:  David Trezeguet, (Francia-Italia, finale, 2 luglio, 103º minuto)
- Miglior attacco:  Paesi Bassi e  Francia (13 reti segnate)
- Peggior attacco:  Danimarca (0 reti segnate)
- Miglior difesa:  Norvegia (1 gol subito)
- Peggior difesa:  Jugoslavia (13 reti subite)
- Miglior differenza reti:  Paesi Bassi e  Portogallo (+5)
- Partita con il maggior numero di gol:  Jugoslavia-Spagna  3-4 (fase a gironi, 21 giugno, 7 gol);  Paesi Bassi-Jugoslavia  6-1 (quarti di finale, 25 giugno, 7 gol)
- Partita con il maggior scarto di gol:  Paesi Bassi-Jugoslavia  6-1 (quarti di finale, 25 giugno, 5 gol di scarto)

## Premi
- Miglior marcatore:  Patrick Kluivert e  Savo Milošević (5 a testa)
- Miglior giocatore:  Zinédine Zidane
- Miglior portiere:  Francesco Toldo

### European team of the tournament
Formazione dei migliori 11 giocatori del torneo, selezionata dalla UEFA:
| Portieri        | Difensori                                                 | Centrocampisti                                        | Attaccanti                       |
| --------------- | --------------------------------------------------------- | ----------------------------------------------------- | -------------------------------- |
| Francesco Toldo | Fabio Cannavaro Paolo Maldini Lilian Thuram Laurent Blanc | Edgar Davids Patrick Vieira Zinédine Zidane Luís Figo | Francesco Totti Patrick Kluivert |

## La squadra vincitrice
| Francia                            | Francia            | Francia             |
| Numero                             | Giocatore          | Squadra 2000        |
| Portieri                           | Portieri           | Portieri            |
| ---------------------------------- | ------------------ | ------------------- |
| 16                                 | Fabien Barthez     | Monaco              |
| 1                                  | Bernard Lama       | Paris Saint-Germain |
| 22                                 | Ulrich Ramé        | Bordeaux            |
| Difensori                          |                    |                     |
| 5                                  | Laurent Blanc      | Inter               |
| 2                                  | Vincent Candela    | Roma                |
| 8                                  | Marcel Desailly    | Chelsea             |
| 18                                 | Frank Lebœuf       | Chelsea             |
| 3                                  | Bixente Lizarazu   | Bayern Monaco       |
| 15                                 | Lilian Thuram      | Parma               |
| Centrocampisti                     |                    |                     |
| 7                                  | Didier Deschamps   | Chelsea             |
| 6                                  | Youri Djorkaeff    | Kaiserslautern      |
| 19                                 | Christian Karembeu | Real Madrid         |
| 14                                 | Johan Micoud       | Bordeaux            |
| 17                                 | Emmanuel Petit     | Arsenal             |
| 11                                 | Robert Pirès       | Olympique Marsiglia |
| 4                                  | Patrick Vieira     | Arsenal             |
| 10                                 | Zinédine Zidane    | Juventus            |
| Attaccanti                         |                    |                     |
| 12                                 | Thierry Henry      | Arsenal             |
| 20                                 | David Trezeguet    | Monaco              |
| 13                                 | Sylvain Wiltord    | Bordeaux            |
| 9                                  | Nicolas Anelka     | Real Madrid         |
| 21                                 | Christophe Dugarry | Bordeaux            |
| Commissario tecnico: Roger Lemerre |                    |                     |

## Ufficiali di gara
| Nazione     | Arbitro                  |
| ----------- | ------------------------ |
| Austria     | Günter Benkö             |
| Danimarca   | Kim Milton Nielsen       |
| Egitto      | Gamal Al-Ghandour        |
| Francia     | Gilles Veissière         |
| Germania    | Markus Merk              |
| Inghilterra | Graham Poll              |
| Italia      | Pierluigi Collina        |
| Paesi Bassi | Dick Jol                 |
| Portogallo  | Vítor Melo Pereira       |
| Scozia      | Hugh Dallas              |
| Spagna      | José María García-Aranda |
| Svezia      | Anders Frisk             |
| Svizzera    | Urs Meier                |